# Думас (Тексас)
Думас (енгл. Dumas) град је у америчкој савезној држави Тексас. По попису становништва из 2010. у њему је живело 14.691 становника.

## Демографија
Према попису становништва из 2010. у граду је живело 14.691 становника, што је 944 (6,9%) становника више него 2000. године.
| Група             | 2000.         | 2010.         |
| Белци             | 7.462 (54,3%) | 6.124 (41,7%) |
| Афроамериканци    | 99 (0,7%)     | 291 (2,0%)    |
| Азијати           | 160 (1,2%)    | 685 (4,7%)    |
| Хиспаноамериканци | 5.876 (42,7%) | 7.422 (50,5%) |
| Укупно            | 13.747        | 14.691        |